# Почетно отличие „Национална диплома“
Почетното отличие „Национална диплома“ е образователно отличия в Република България, учредено през 1996 г. от Министерство на образованието и науката. То има морална стойност и се присъжда на ученици с изключителни постижения в образованието.

## Критерии
С почетното отличие „Национална диплома“ се удостояват ежегодно зрелостници с отличен успех по всички учебни предмети, вписани в дипломата за средно образование, носители на едно или повече отличия, получени от класиране на първо, второ или трето място (в 11 или в 12 клас) на национални или международни олимпиади, състезания и конкурси в областта на науката, технологиите, изкуствата или спорта.

## Церемония
Почетното отличие се връчва от министъра на образованието на зрелостници в периода юли-август.